# Focalisateur de plasma dense
Pour les articles homonymes, voir DPF.
Un focalisateur de plasma dense (en anglais dense plasma focus, abrégé DPF) est un appareil qui, par accélération et compression électromagnétiques, produit un cordon de plasma à vie courte qui génère, grâce aux températures et densités très élevées qu'il atteint, une abondance de rayonnements multiples. Sa conception, qui date du début des années 1960, est due à la fois à l'Américain J.W. Mather et au Russe N.V. Filippov, qui l'ont inventé parallèlement et indépendamment l'un de l'autre. Une telle compression électromagnétique du plasma est appelée striction. Cet appareil est similaire au canon à plasma (en anglais high-intensity plasma gun device, abrégé HIPGD), qui éjecte du plasma sous forme d'un plasmoïde, mais sans striction.

## Principe de fonctionnement

Principe de fonctionnement d'un plasma focus (la nappe, constituée dans la réalité d'une multitude de filaments radiaux, est représentée sous forme filaire 3D pour rendre son évolution plus lisible) ; les divers éléments ainsi que la forme et l'évolution de la nappe peuvent varier notablement selon la conception du dispositif et sa mise en œuvre.
1: cathode - 2: anode - 3: nappe de courant et de plasma - 4: isolant électrique - 5: générateur d'impulsions électriques de haute puissance.

L'anode centrale (2) du plasma focus est connectée à un générateur d'impulsions électriques de haute puissance (fréquemment les condensateurs préalablement chargés d'un générateur de Marx) (5). Une décharge électrique entre anode (2) et cathode (1) se produit alors au sein du gaz sous pression réduite (quelques torrs) remplissant l'enceinte, par claquage le long de l'isolant (4) entourant la base de l'anode. Cette décharge donne naissance à une nappe de courant et de plasma (3) qui prend la forme d'un paraboloïde à symétrie axiale (figure A). Cette nappe, soumise à la force de Laplace produite par l'interaction du courant anode-cathode avec le champ magnétique auquel il donne naissance, progresse rapidement du fond vers l'extrémité supérieure de l'anode (figure B), le processus se déroulant à plusieurs fois la vitesse du son dans le gaz ambiant. Cette première phase est qualifiée de phase de propagation axiale ou simplement phase axiale.
Lorsque la nappe dépasse l'extrémité supérieure de l'anode, sa partie centrale se resserre sous l'effet du champ magnétique jusqu'à former un cordon qui la maintient reliée à l'anode (figures C à E). Cette deuxième phase est qualifiée de phase de compression radiale ou simplement phase radiale.
Le cordon de plasma dense subit rapidement, de façon similaire à un Z-pinch, une violente striction axiale, puis des instabilités se créent et finalement le cordon se rompt. Les bouffées intenses de rayonnement électromagnétique et de particules, dénommées collectivement « rayonnements multiples », se produisent pendant les phases de plasma dense et de rupture. Ces phases critiques durent typiquement de quelques dizaines de nanosecondes pour une petite machine (kJ, 100 kA) à environ une microseconde pour une grande (MJ, plusieurs MA).
L'ensemble du processus, y compris les phases axiale et radiale, peut durer, dans le cas du DPF de Mather, de quelques microsecondes (pour une petite machine) à 10 microsecondes (pour une grande). Un DPF de Filippov comporte une phase axiale très brève en comparaison d'un DPF de Mather.

## Applications
Des bouffées intenses de rayons X et de particules chargées, ainsi que de neutrons de fusion nucléaire, sont émises lorsque le gaz ambiant est du deutérium. Des travaux de recherche en cours démontrent l'intérêt potentiel de ce type d'appareil dans diverses applications : source de rayons X mous pour la lithographie en microélectronique, fabrication de microsystèmes électromécaniques, sources de rayons X pulsés et de neutrons destinées aux applications médicales et aux contrôles de sécurité, entre autres.
D'autres applications portent sur la simulation des explosions nucléaires (contrôle du bon fonctionnement des équipements électroniques) ainsi que sur la recherche et l'inspection de matériaux nucléaires (uranium, plutonium) grâce à l'émission d'un faisceau bref et intense de neutrons.

## Caractéristiques positives
Une caractéristique importante du dense plasma focus réside dans la quasi invariance de la densité d'énergie du plasma focalisé sur toute la gamme possible des machines depuis les fractions de kilojoule jusqu'aux mégajoules, moyennant leur adaptation correcte à un fonctionnement optimal. Cela signifie qu'une petite machine de table produira fondamentalement un plasma de mêmes caractéristiques (température et densité) que l'appareil de la plus grande taille. Une machine plus grande produira simplement un plus grand volume de plasma focalisé, d'une durée de vie plus longue et avec une émission de rayonnements plus importante. Cette invariance dans les propriétés du plasma et des rayonnements produits découle des lois d'échelle en physique des plasmas.

## DPF et fusion nucléaire
Plusieurs groupes ont affirmé que les DPF pouvaient s'avérer viables en matière de production d'énergie de fusion nucléaire, produisant même des températures suffisamment élevées pour la fusion hydrogène-bore, le puissant champ magnétique pouvant en outre réduire le nombre de collisions entre électrons et ions, et ainsi diminuer les pertes par Bremsstrahlung. À l'opposé, la théorie montre qu'un champ magnétique puissant aggrave les pertes par rayonnement cyclotron. Un autre avantage revendiqué est la capacité de conversion directe en électricité de l'énergie des produits de fusion, avec un rendement potentiellement supérieur à 70 %. Jusqu'à présent, seules des expériences en nombre limité et des simulations ont permis d'étudier la capacité des DPF à la production d'énergie de fusion. L'approche d'Eric Lerner visant à l'utilisation de DPF pour un tel usage, appelée « Focus Fusion », a été présentée en 2007 dans le cadre des Google's Tech Talks.

## Sources
- (en) Cet article est partiellement ou en totalité issu de l’article de Wikipédia en anglais intitulé « Dense plasma focus » (voir la liste des auteurs).
- Le Plasma Focus : Interaction plasma-courant et phénomènes collectifs, A. Bernard et al., Journal de Physique, supplément au n° 5, Tome 39, Mai 1978, page Cl-245
- (en) How the Plasma Focus can be used to produce net energy from a fusion reaction, Focus Fusion Society, consulté le 23 août 2008